# منطوق
المنطوق عند الأصوليين خلاف المفهوم، قالوا اللفظ إذا اعتبر بحسب دلالته فقد تكون دلالته بالمنطوق وقد تكون بالمفهوم. فالمنطوق ما دل عليه اللفظ في محل النطق أي يكون حكما للمذكور وحالا من أحواله، سواء ذكر ذلك الحكم أو لا، فيعم الصريح وغير الصريح، فإن الحكم في غير الصريح وإن لم يذكر ولم ينطق به لكنه من أحوال المذكور. والمفهوم هو ما دل عليه اللفظ.